# Giovanni Bozzi
Giovanni Bozzi (2 mei 1963) is een Belgisch voormalig basketbalcoach en bestuurder.

## Carrière
Bozzi begon zijn coach carrière bij Alliance Flémalle in het damesbasketbal. Van 1989 tot 1991 was hij hoofdcoach van RBC Pepinster. Hij was gedurende twaalf jaar coach van Spirou Charleroi. Hij won met Charleroi 4 keer de landstitel en twee keer de beker. 
Hij stapte over naar Liège Basket waarmee hij in 2004 landskampioen werd, in 2007 stopte hij als coach maar ging door als manager. Tussen 2002 en 2005 was hij ook bondscoach van het Belgisch basketbalteam. Tussen 2007 en 2009 was hij algemeen manager bij Liège Basket. Hij was nadien van 2009 tot 2014 opnieuw coach van Spirou Charleroi en wist nog twee extra landstitels te winnen en een beker. Hij werd viermaal verkozen tot beste coach in de Belgische competitie.
In 2014 stopte hij als coach en ging aan de slag als voorzitter bij Spirou Charleroi, in 2015 ging hij opnieuw aan de slag als coach bij het vrouwenteam van RBC Ciney. In 2018 stopte hij als voorzitter van Charleroi en ging aan de slag voor de Provincie Luik als directeur voor sportzaken. Hierna werd hij de coach van het vrouwen team van RBC Pepinster.

## Erelijst
- Belgisch landskampioen: 1996, 1997, 1998, 1999, 2004, 2010, 2011
- Belgisch bekerwinnaar: 1996, 1999, 2009
- Belgische supercupwinnaar: 2004
- Beste coach van de Belgische competitie: 1991, 1998, 1999, 2004